# Eber (motorfiets)
Eber is een Duits historisch merk van motorfietsen.
De firmanaam was Eber Motorradbau, Eibau (Ebersbach).
Eber Motorradbau begon motorfietsen te produceren in 1924, een bijzonder slecht moment, want rond die tijd sloten juist honderden jonge Duitse motorfietsfabrikanten hun poorten door de enorme concurrentie die er was ontstaan. Zij maakten echter vooral goedkope, lichte motorfietsjes, terwijl Eber dure, typisch Britse modellen produceerde met 350- en 500cc-JAP- en Blackburne-motoren, later ook met 350- en 500cc-Kühne- en Küchen-viertakten. Omdat de productie beperkt bleef overleefde het merk tot in 1928. Toen werden lichte motorfietsen extra bevoordeeld door nieuwe wetgeving: motorfietsen tot 200 cc mochten men belastingvrij en zonder rijbewijs besturen.